# Список самых высоких зданий префектуры Нара

## Самые высокие здания
В списке приведены небоскрёбы префектуры Нара с высотой от 45 метров, основанные на стандартных измерениях высоты. Эта высота включает шпили и архитектурные детали, но не включает антенны радиовышек и башен.
| Рейтинг | Название         | Фото | Высота м | Этажи | Год  | Город | Примечания |
| ------- | ---------------- | ---- | -------- | ----- | ---- | ----- | ---------- |
| -       | Кофуку-дзи       |      | 50.1     | -     | 1426 | Нара  |            |
| 1       | Daibutsu-den     |      | 49.1     | 1     | 1709 | Нара  |            |
| 2       | Hotel Nikko Nara |      | 46       | 10    | 1998 | Нара  |            |